# Eteobalea alypella
Eteobalea alypella is een vlinder uit de familie prachtmotten (Cosmopterigidae). De wetenschappelijke naam is voor het eerst geldig gepubliceerd in 1946 door Klimesch.
De soort komt voor in Europa.